# Première Nation des Abénakis de Wôlinak
La Première Nation des Abénakis de Wôlinak est une bande indienne de la Première Nation des Abénaquis au Québec au Canada. Elle possède une réserve indienne, Wôlinak 11, mais la majorité de sa population vit hors réserve. En 2017, elle a une population inscrite de 352 membres. Elle est affiliée au Grand Conseil de la Nation Waban-Aki.

## Démographie
Les membres de la Première Nation de Wôlinak sont des Abénaquis. En janvier 2017, la bande a une population inscrite totale de 352 membres dont 268 vivent hors réserve. Selon le recensement de 2011 de Statistique Canada, l'âge médian de la population est de 39,2 ans.

## Géographie
La Première Nation des Abénakis de Wôlinak possède une seule réserve indienne, mais la majorité de ses membres vivent hors réserve. Il s'agit de la réserve de Wôlinak 11 située à 16 km à l'est de Trois-Rivières dans le Centre-du-Québec. Celle-ci couvre une superficie de 80,4 hectares. La ville importante située le plus près est Trois-Rivières et le centre métropolitain le plus proche est Montréal.

## Langues
La langue traditionnelle des Abénaquis est l'abénaqui. Cependant, selon le recensement de 2011 de Statistique Canada, aucun membre de la Première Nation des Abénakis de Wôlinak parle une langue autochtone. Les membres de la bande parlent français.

## Gouvernement
La Première Nation des Abénakis de Wôlinak est gouvernée par un conseil de bande élu selon un système électoral selon la section 10 de la Loi sur les Indiens. En 2017, ce conseil est composé du chef Michel R. Bernard et de quatre conseillers. La bande fait partie du conseil tribal du Grand Conseil de la Nation Waban-Aki.